# Ersigen
Ersigen – gmina (niem. Einwohnergemeinde) w Szwajcarii, w kantonie Berno, w regionie administracyjnym Emmental-Oberaargau, w okręgu Emmental. 1 stycznia 2016 do gminy przyłączono gminy Niederösch oraz Oberösch.

## Demografia
W Ersigen mieszka 2020 osób. W 2020 roku 3,4% populacji gminy stanowiły osoby urodzone poza Szwajcarią.

## Transport
Przez teren gminy przebiega autostrada A1 oraz droga główna nr 1.